# داسو میراژ ۳وی
داسو میراژ ۳وی (به انگلیسی: Dassault Mirage IIIV) یک هواگرد ساختِ کارخانهٔ داسو اویاسیون در کشور فرانسه است که در سال ۱۹۶۵–۱۹۶۶ ساخته شد. نخستین استفاده‌کنندهٔ این هواپیما نیروی هوایی فرانسه بوده‌است. این هواگرد برای نخستین بار در ۱۲ فوریه ۱۹۶۵ میلادی مورد استفاده قرار گرفت.